# Apuí
Apuí este un oraș în unitatea federativă Amazonas (AM) din Brazilia. La recensământul din 2007, Apuí a avut o populație de 17,451 de locuitori. Apuí are o suprafață de 54,240 km².